# Chorlton-cum-Hardy
Chorlton-cum-Hardy es un área suburbana de la ciudad de Mánchester en North West England o el Noroeste de Inglaterra, conocida localmente simplemente como Chorlton. Está situada a cuatro millas al suroeste del centro de la ciudad de Mánchester. Originalmente Chorlton era una aldea separada de Mánchester, pero fue incorporada a ésta en 1904. Chorlton-cum-Hardy no debe ser confundida con Chorlton-on-Medlock, que es un área diferente pero cercana al centro de Mánchester.

## Historia

### Toponimia
Chorlton probablemente deriva de tún (granja, asentamiento o  hacienda) y ceorl (hombre libre de la clase más baja). Al juntar ambos términos se obtiene el significado de «asentamiento de los campesinos». Hardy era un área de granjas contigua que probablemente significa isla firme (hard island) en inglés antiguo. Otra versión del origen del nombre es la adaptación del nombre sajón Ceorlatun-cum-Ard-Ea, cuya traducción se refiere a «Pueblo de los ciudadanos con árboles y agua cercana».

### Historia antigua

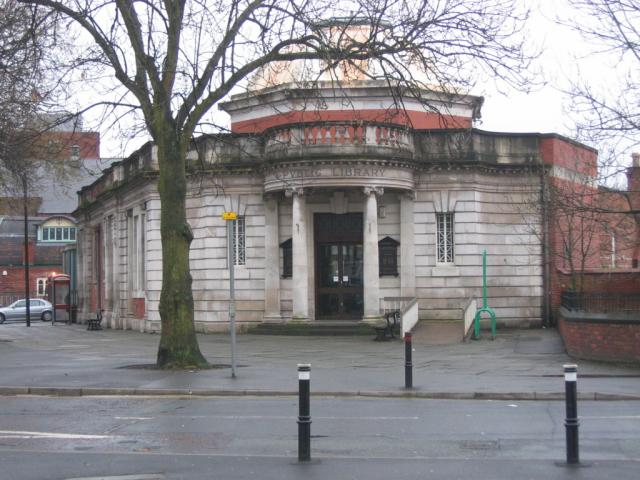
La biblioteca pública

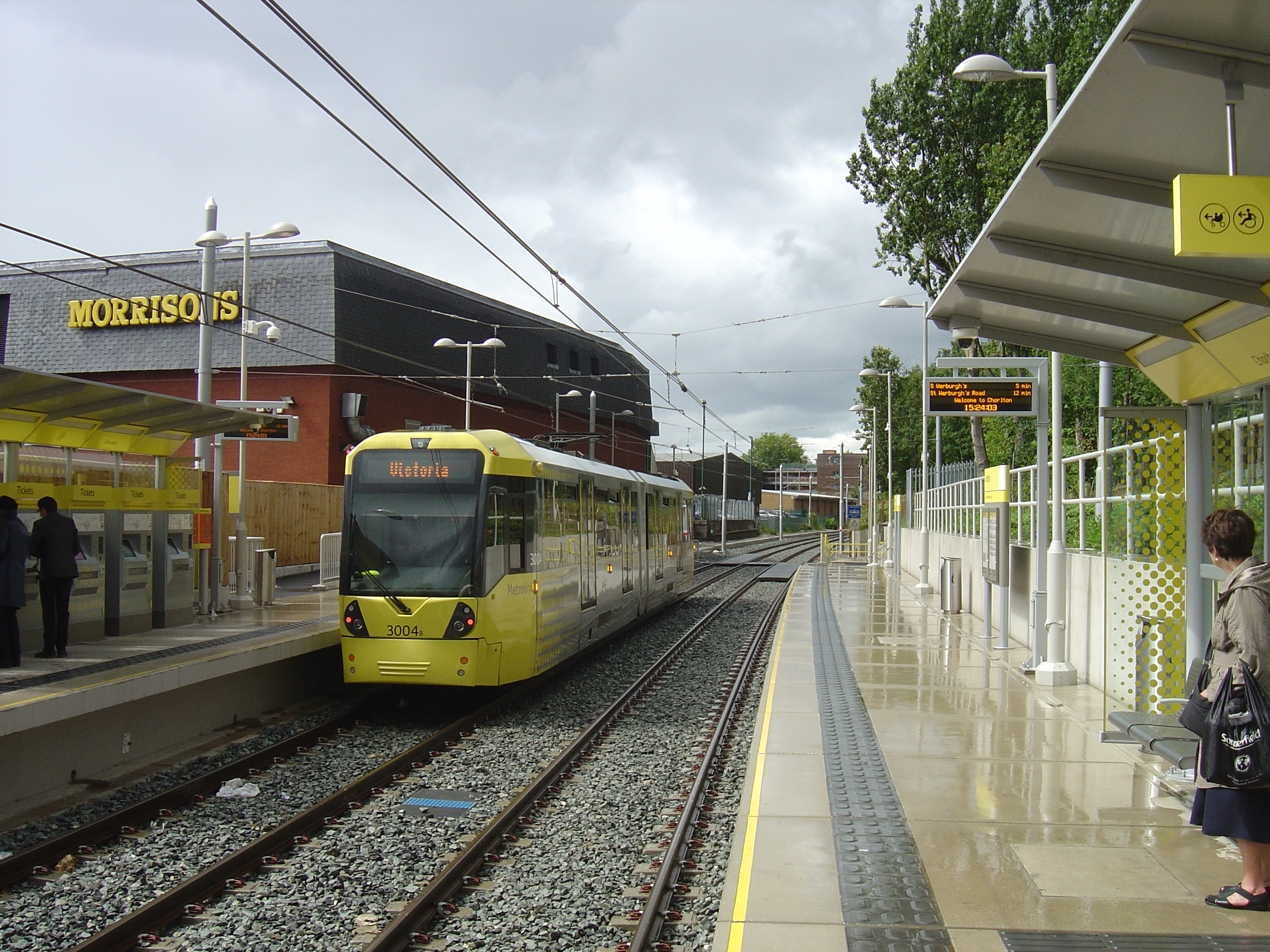
Estación Metrolink

Chorlton estaba localizada cerca de Chorlton Meadows, donde Hardy Lane ahora está ubicada. Estas dos parroquias fueron unidas en 1555 agregándose la palabra latina cum (que significa con) usada para sellar finalmente la unión. El distrito era parte de la antigua gobernación local de Mánchester en Salford Hundred de Lancashire.

## Geografía
Chorlton bordea Stretford, Sale, Didsbury, Old Trafford, Withington y Whalley Range. El río Mersey corre a través de Chorlton y a lo largo de la frontera sur de Chorlton.

## Política
El distrito electoral de Chorlton está representado por concejales del partido laborista - Sheila Newman y Matt Strong - y un concejal del partido Liberal Demócrata - Victor Chamberlain. El distrito de Chorlton Park (que incorpora la ribera del río Mersey y las fincas de Nell Lane en el sur de Chorlton) está representado por tres concejales del partido liberal demócrata - Tony Bethell, Norman Lewis e Bernie Ryan.

## Leer ulterioramente
- Lloyd, John (1972) The Township of Chorlton-cum-Hardy. Manchester: E. J. Morten
- Simpson, Andrew (2012) The Story of Chorlton-cum-Hardy. Stroud: History Press